# Закхрас, Рубен
Рубен Закхрас (англ. Ruben Zackhras; 4 декабря 1947, Аилинглапалап — 1 января 2019, Гавайи) — государственный деятель Маршалловых Островов. Исполняющий обязанности президента Маршалловых Островов в октябре 2009 года. Ранее он занимал пост министра финансов страны с 1989 по 1997 год.

## Биография
В 1971 году Рубен Закхрас окончил Гуамский университет в 1971 году со степенью бакалавра государственного управления.
Работал в политике Маршалловых Островов в течение 34 лет и в парламенте (Законодательное собрание Маршалловых Островов) с 1979 по 2015 год, а также был представителем атолла Аилинглапалап. Когда Закхрас стал вести свою политическую карьеру, он работал учителем. В 1977 году он был избран депутатом парламента, а в 1979 году был назначен министром транспорта и коммуникаций. 
С 1982 года Закхрас работал министром транспорта и связи, внутренних дел и по делам внешних островов, юстиции, здравоохранения и окружающей среды до своего назначения в 1989 году министром финансов. В 2000 году Закхрас был избран заместителем спикера парламента до 2007 года.
Занимал пост министра по оказанию помощи бывшему президенту страны Литокве Томеингу, пока Томеинг не был свергнут в результате первого успешного вотума недоверия 21 октября 2009 года. Спикер парламента Джуреланг Зедкая назначил Рубена Закхраса исполняющим обязанности президента Маршалловов Островов вплоть до новых президентских выборов, которые должны были в ближайшее время пройти. Закхрас оставался исполняющим обязанности президента до 26 октября 2009 года, когда Законодательное собрание избрало президентом Джуреланга Зедкая.
Впоследствии Рубенс Закхрас был назначен министром по оказанию помощи президенту Джуреланга Зедкая и проработал до января 2012 года. Он был назначен послом Маршалловых Островов на Фиджи президентом Хильдой Хайне и занимал эту должность вплоть до своей смерти.
1 января 2019 года умер от рака на Гавайях в возрасте 71 года.
Был членом Объединённой демократической партии. Имел сына Маттлана Закхраса.